# El espía del billón de dólares (libro)
The Billion Dollar Spy: A True Story of Cold War Espionage and Betrayal es un libro de historia de no ficción de David E. Hoffman.

## Sinopsis
El libro cubre la vida del ingeniero ruso Adolf Tolkachev, apodado el "Espía del billón de dólares", quien fue ejecutado por la Unión Soviética después de ser sorprendido pasando información sobre tecnología de radar clasificada a agentes de la CIA.

## Reseñas
El libro recibió críticas en su mayoría positivas. Lawrence D. Freedman, escribiendo para Foreign Affairs, lo describió como una "lectura obligada" y lo elogió por "[describir] con tanto detalle lo que significaba dirigir agentes estadounidenses en la época de la Guerra Fría en Moscú". Bob Drogan del LA Times dijo que "para su crédito, Hoffman describe la monótona realidad de la mayoría del trabajo de espionaje: largas esperas, papeleo interminable, burocracia torpe y, a menudo, equipo de mala calidad".Kirkus Reviews lo describió como "una representación intrincada y fascinante de la cultura del espionaje de la KGB y la CIA".

## Adaptación
En 2021 se anunció una película de suspenso basada en el libro protagonizada por Mads Mikkelsen y Armie Hammer.